# Підводні пантери

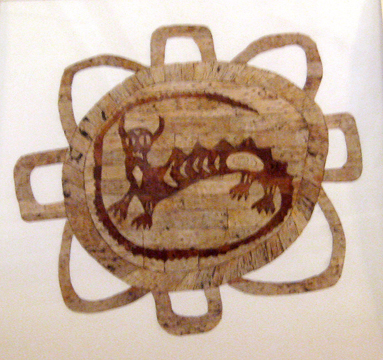

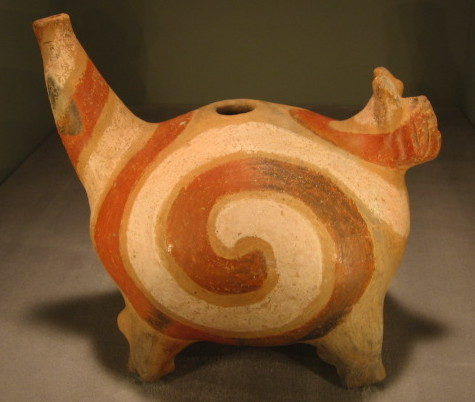
Порожнистий керамічний глек, що зображує Підводну пантеру. Міссісіпська культура, Паркін-парк, округ Крос, Арканзас, близько 1400—1600 рр. Висота 20 см

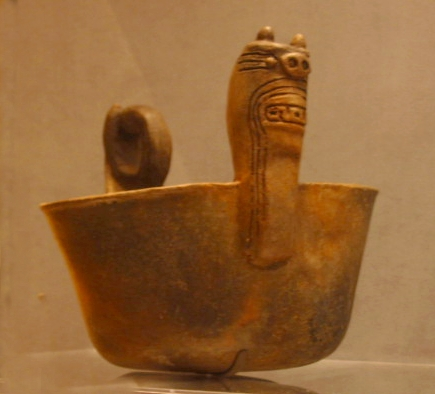
Чаша із зображенням Підводної пантери — Великої змії, пізня Міссісіпська культура, 1300—1500 рр. н. е., Родес, округ Кріттенден, Арканзас.

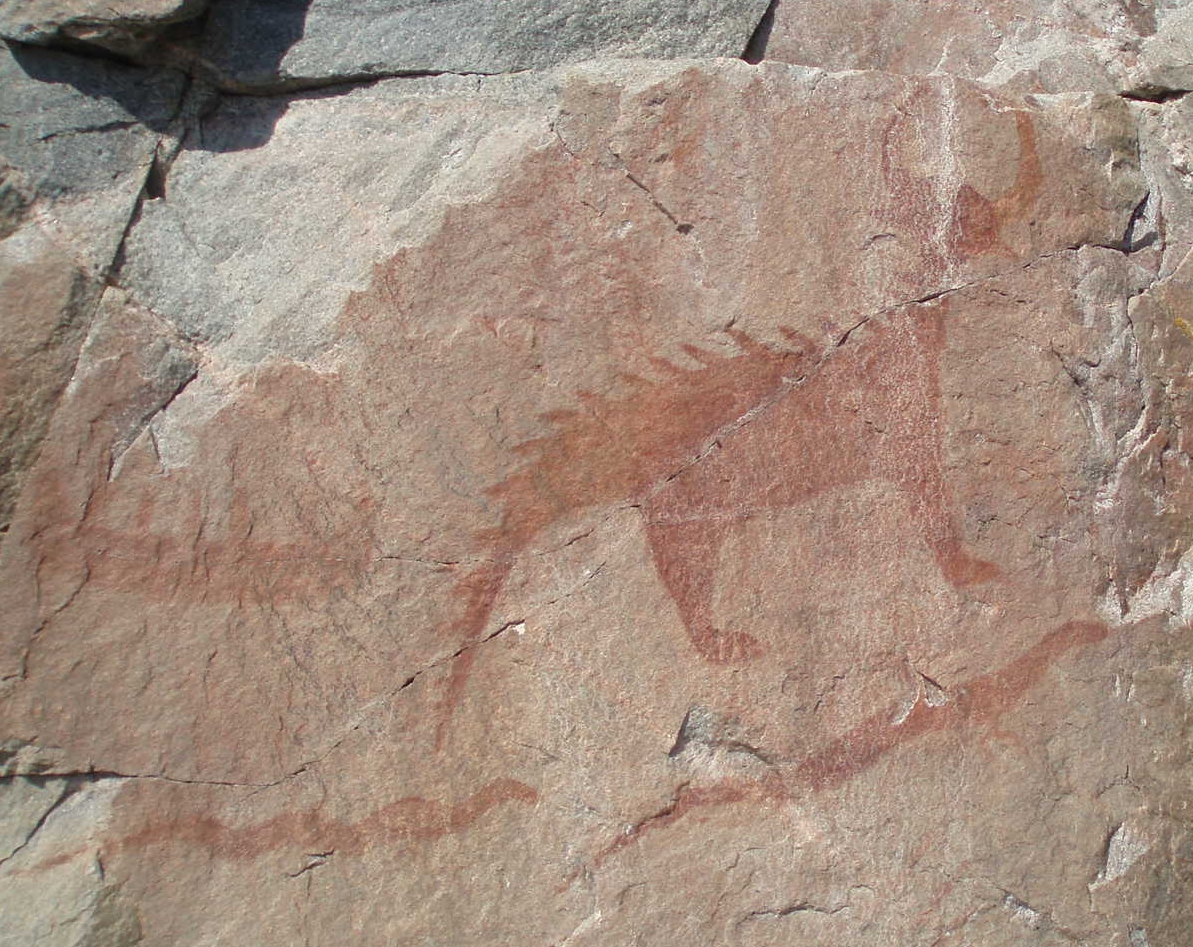
Зображення «підводної пантери», двох змій і каное, парк Верхнього озера, Онтаріо, Канада. Малюнки виконані імовірно плем'ям оджибве.

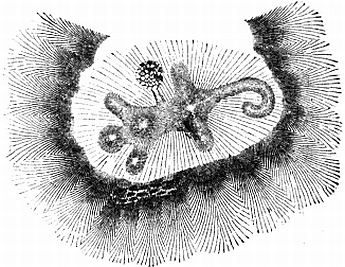
«Курган алігатора»

Підводні пантери — могутні міфічні істоти в міфології індіанців регіону Великих озер. Мовою оджибве істота називалася Mishibizhiw («Mishipizhiw», «Mishipizheu», «Mishupishu», «Mishepishu»), що перекладається як «Велика Рись», чи Gichi — anami'e — bizhiw («Gitche-anahmi-bezheu»), що перекладається як «казкова нічна пантера», чи «великий підземний (чи підводний) дикий кіт».
Підводні пантери займали важливе місце у південно-східному церемоніальному комплексі Міссісіпської культури доісторичного південного сходу США.

## Опис
Водні чудовиська існують у міфології багатьох культур, проте саме у індіанців вони поєднують риси диких котячих, наприклад, пуми або рисі, з рисами змій. Підводна пантера нерідко поєднує риси багатьох звірів: вона може мати роги оленя або бізона, зміїну луску, пташине пір'я, тіло і хвіст пуми, а також частини тіл інших тварин, залежно від конкретного міфу. Вважалося, що вони мешкали в найглибших місцях озер і річок. У рідкісних міфах вони допомагали людям, проте у більшості випадків вважалися злими істотами, що приносять смерть і невдачу.
У міфології алгонкінів підводна пантера була наймогутнішою з потойбічних істот. Плем'я оджибве вважало їх повелителями усіх водних істот, а також змій. У деяких версіях легенди про походження духу Нанабожо ( Nanabozho) згадується ціла родина водних рисей. На аптечках (сумках з лікарськими травами) в племені потаватомі з одного боку була зображена «підводна пантера», а з іншого боку — громовий птах, повелитель повітряних сил. У 1950-і роки Плем'я Прерії з групи племен потаватомі вчинило традиційну церемонію заспокоєння Підводної пантери і підтримки рівноваги сил між нею і Громовим птахом. Окрім племен, що розмовляють мовою анішінаабе, тобто алгонкінов, оджібва і потаватомі, «підводну пантеру» шанують також монтаньє.
Коли етнограф Йоганн Коль відвідав США у 1850-і роки, він зустрівся з вождем однієї з груп чіппева, який показав йому шматок міді, який оголосив шерстю mishibizhiw, що надає йому виняткову силу.

## Фігурний курган «Алігатор»
У статті, опублікованій в 2003 р. у журналі Cambridge Archaeological Survey, археолог Бред Леппер (Brad Lepper) висловив припущення, що знаменитий фігурний курган, відомий як Курган алігатора в м. Гренвіль (Огайо), в дійсності зображує не алігатора, а швидше «підводну пантеру», тим паче, що племена Огайо навряд чи були знайомі з алігаторами. Плутанина виникла через незнайомство ранніх європейських поселенців з місцевою міфологією; вони чули оповідання про небезпечну істоту, що живе у воді і несе загибель людям, і ототожнили її з алігатором.

## Ресурси Інтернету
- Вікісховище має мультимедійні дані за темою: Підводні пантери
- Ceramic underwater panther figurine, c. 1500, Arkansas.
- American Museum of Natural History on Mishepishu